# Aimé Bardes
Pour les articles homonymes, voir Bardes (homonymie).
 (septembre 2014).
Si vous disposez d'ouvrages ou d'articles de référence ou si vous connaissez des sites web de qualité traitant du thème abordé ici, merci de compléter l'article en donnant les références utiles à sa vérifiabilité et en les liant à la section « Notes et références ».
Pas d'image ? Cliquez ici

a Compétitions nationales et continentales officielles uniquement.

b Matchs officiels uniquement.
Aimé Bardes, né le 21 juin 1914 au Boulou et mort le 6 décembre 2005 à Arles-sur-Tech, est un joueur français de rugby à XV et de rugby à XIII évoluant au poste d'ailier dans les années 1930.
Aimé Bardes pratique le rugby à XIII au Boulou puis à l'USA Perpignan. Rayé à vie par le club de Perpignan pour avoir demandé une contrepartie en argent lors d'une rencontre en mars 1934, il s'engage dans le rugby à XIII et signe au XIII Catalan. Il remporte avec ce club le Championnat de France en 1936 et la Coupe de France en 1939.
Ses performances remarquées en club l'amènent à prendre part à une rencontre de l'équipe de France le 28 mars 1935 contre l'Angleterre dans le cadre de la Coupe d'Europe 1935 avec pour partenaires Max Rousié, Jean Galia, François Noguères et Marius Guiral.

## Biographie
Natif des Pyrénées-Orientales, il a d'abord été joueur de rugby à XV à Le Boulou jusqu'en 1933, puis à l'USAP en 1934. Il avait été recruté avec deux autres boulounencqs, François Noguères et Martin Serre, avec qui il passa au XIII l'année suivante, au sein d'un club nouvellement fondé, le XIII Catalan, sous les couleurs duquel il honora son unique sélection en équipe de France.

## Palmarès
- Collectif :
  - Vainqueur du Championnat de France : 1936 (XIII Catalan).
  - Vainqueur de la Coupe de France : 1939 (XIII Catalan).
  - Finaliste du Championnat de France : 1937 (XIII Catalan).
  - Finaliste de la Coupe de France : 1935 (XIII Catalan).

### Détails en sélection
| 1. | 28 mars 1935 | Angleterre | 15-15 | Coupe d'Europe | Ailier | - | - | - | - |

### Statistiques
| Saison    | Saison       | Championnat           | Championnat | Championnat | Championnat | Championnat | Championnat | Championnat | Coupe           | Coupe      | Coupe | Coupe | Coupe | Coupe | Coupe | Sélection | Sélection | Sélection | Sélection | Sélection | Sélection | Sélection |
| Saison    | Saison       | Comp.                 | Class.      | M           | Pts         | Ess.        | Buts        | Dp.         | Comp.           | Class.     | M     | Pts   | Ess.  | Buts  | Dp.   | Comp.     | M         | Pts       | Ess.      | Buts      | Dp.       |           |
| --------- | ------------ | --------------------- | ----------- | ----------- | ----------- | ----------- | ----------- | ----------- | --------------- | ---------- | ----- | ----- | ----- | ----- | ----- | --------- | --------- | --------- | --------- | --------- | --------- | --------- |
| 1934-1935 | XIII Catalan | Championnat de France | 6e          | ?           | -           | -           | -           | -           | Coupe de France | Finaliste  | ?     | -     | -     | -     | -     | CE        | 1         | -         | -         | -         | -         |           |
| 1935-1936 | XIII Catalan | Championnat de France | Vainqueur   | ?           | -           | -           | -           | -           | Coupe de France | 1/4 finale | ?     | -     | -     | -     | -     |           |           |           |           |           |           |           |
| 1936-1937 | XIII Catalan | Championnat de France | Finaliste   | ?           | -           | -           | -           | -           | Coupe de France | Finaliste  | ?     | -     | -     | -     | -     |           |           |           |           |           |           |           |
| 1937-1938 | XIII Catalan | Championnat de France | 1/4 finale  | ?           | -           | -           | -           | -           | Coupe de France | 1/2 finale | ?     | -     | -     | -     | -     |           |           |           |           |           |           |           |
| 1938-1939 | XIII Catalan | Championnat de France | 5e          | ?           | -           | -           | -           | -           | Coupe de France | Vainqueur  | ?     | -     | -     | -     | -     |           |           |           |           |           |           |           |